# Hirnyk (Luhansk)
Hirnyk (ukrainisch Гірник; russisch Горняк/Gornjak) ist eine Siedlung städtischen Typs im Süden der ukrainischen Oblast Luhansk mit etwa 800 Einwohnern.
Der Ort gehört administrativ zur Stadtgemeinde der 14 Kilometer nordwestlich liegenden Stadt Rowenky und gehört hier zur Siedlungsratsgemeinde von Mychajliwka (4 Kilometer westlich gelegen), die Oblasthauptstadt Luhansk befindet sich 54 Kilometer nördlich des Ortes, durch den Ort fließt der Fluss Juskina (Юськіна).
Hirnyk wurde 1962 gegründet und wurde 1969 zu einer Siedlung städtischen Typ erhoben. Seit Sommer 2014 ist der Ort im Verlauf des Ukrainekrieges durch Separatisten der Volksrepublik Lugansk besetzt.